# 広島共和物産
広島共和物産株式会社 （ひろしまきょうわぶっさん）は、本社を広島県広島市西区商工センター1-3-4に本社を置く日常品を中心に卸しをする企業である。

## 概要
- 1892年（明治25年）創業、1950年（昭和25年）設立
- 資本金 7200万円
- 代表取締役社長　中野　晴雄
- 従業員数 177名（男146、女31）（平均年齢40.7歳、2011年8月現在）
- 年商  572億円（2011年8月）

## 沿革
- 1892年（明治25年）- 広島市榎町で煎豆の卸売商を始める。
- 1950年（昭和25年）11月 - 株式会社中野彦三郎商店を設立。
- 1964年（昭和39年）12月 - 山口営業所を開設。
- 1969年（昭和44年）9月 - 広島共和物産株式会社に商号変更。
- 1979年（昭和54年）9月 - 明和物産株式会社と合併。
- 1980年（昭和55年）4月 - 丸和商事株式会社と事業提携。
- 1988年（昭和63年）5月 - 山口市朝田流通団地に山口支店を開設。
- 1994年（平成6年）6月 - プロス株式会社を設立。
- 1996年（平成8年）8月 - 株式会社ナスパルタックと合併。
- 1997年（平成9年）9月 - 西日本共和物産株式会社と九州明和株式会社を統合し、西日本共和株式会社設立。
- 1999年（平成11年）11月 - 志和CCC物流センターを設立。
- 2002年（平成14年）4月 - 尾道共和物産株式会社と合併。
- 2003年（平成15年）1月 - 福岡共和株式会社と合併。
- 2011年（平成23年）5月 - 岡山四国共和株式会社と合併。

## 営業所
- 本社 - 広島県広島市西区商工センター1丁目3番4号
- 広島物流センター - 広島県東広島市志和流通1-47
- 尾道センター - 広島県尾道市東尾道11番11号
- 島根営業所 - 島根県益田市乙吉町イ327
- 山口支店・山口センター - 山口県山口市朝田字流通センター601-21
- 岡山支社 - 岡山県岡山市中区国富1-16-10
- 岡山物流センター - 岡山県岡山市東区古都南方3700
- 四国西営業部 - 愛媛県松山市枝松5-6-48 井上第3ビル106号
- 高知営業所 - 高知県高知市北川添24-10
- 四国東営業部・香川物流センター - 香川県三豊市三野町大見1610
- 徳島営業所 - 徳島県徳島市東沖洲2-41-3　マリンピア沖洲
- 九州支社・九州物流センター - 福岡県糟屋郡久山町久原3771
- 関西支店 - 大阪府松原市天美北4丁目4-3
- 南大阪センター - 大阪府泉南市樽井3-33-22